# جراحی با لاپاراسکوپ

طراحی گرافیکی از جراحی با لاپاراسکوپ

جراحی با لاپاراسکوپ (به انگلیسی: Laparoscopic surgery) نوعی جراحی است که در آن عمل جراحی که با کمک لاپاراسکوپ (آندوسکوپ شکم) انجام می‌شود. لاپاراسکوپ، ابزار باریک و لوله‌ای‌شکلی است که به منبع نور و عدسی برای دیدن مجهز می‌باشد و ممکن است وسیله‌ای هم به آن متصل باشد که از آن برای برداشتن بافت استفاده می‌کنند تا بافت را برای پیداکردن نشانه‌های بیماری در زیر میکروسکوپ معاینه نمایند. از این روش در جراحی کیسه صفرا، روده و کیست‌های داخل‌شکمی نیز استفاده می‌شود.